# Maltitolo
Il maltitolo (O-alfa-D-glucopiranosil-1-4-beta-D-glucitolo) è una sostanza che si ottiene da sciroppo di maltosio idrogenato cataliticamente: uno dei due anelli si apre dando luogo a un disaccaride alcoolico con legame 1-4, formato da glucosio e sorbitolo.
Isoforme del maltitolo, con formula C12H24O11, sono l'isomaltitolo, miscela equimolecolare di alfa-D-glucopiranosil-1-6-mannitolo e  alfa-D-glucopiranosil-1-6-mannitolo, e il lattitolo (O-beta-D-glucopiranosil-1-4-beta-D-glucitolo), ottenuto per idrogenazione catalitica del lattosio. Entrambe le isoforme sono poco assorbite (rispettivamente 10 e 2% della dose assunta), contro il 40% di assorbimento del maltitolo. Questo fa sì che isomaltitolo e lattitolo producano una maggior fermentazione a livello intestinale (90 e 98%, rispettivamente) contro il 60% del maltitolo. 
Lo sciroppo di maltitolo è una miscela contenente non < 99% di saccaridi idrogenati totali su base anidra e non < 50% di maltitolo su base anidra.
Il maltitolo è utilizzato come dolcificante, dato che ha il 75% della dolcezza del saccarosio, il comune zucchero da tavola, in particolare nel cioccolato, nelle gomme da masticare e nelle caramelle e anche in alcuni prodotti cosmetici e farmaceutici.
L'impiego dei  polioli, come il maltitolo, è stato riportato ridurre la formazione della placca dentale e di conseguenza il rischio di carie. È noto infatti che gli zuccheri, come il saccarosio,  sono i principali responsabili della carie in quanto i batteri presenti nella bocca li trasformano in sostanze che contribuiscono a formare la placca che si deposita sui denti. Questa è la ragione per cui i polioli sono stati descritti come “tooth friendly” e approvati dalla Comunità Europea nel 1994 come ingredienti nei prodotti “senza zucchero”. 
Il potere calorico del maltitolo è pari a circa il 60% rispetto agli zuccheri convenzionali: secondo i dati della EC Nutrition and Labeling Directive, un grammo di maltitolo corrisponde a circa 2.4 kCal rispetto alle 4.0 kCal di un grammo di  saccarosio. Lo sciroppo di maltitolo ha invece circa 3 kCal/g. Questa sua proprietà è particolarmente apprezzata nei casi in cui è necessario controllare l'apporto energetico, come nei soggetti obesi o in sovrappeso. 
Il maltitolo ha un indice glicemico pari al 53% di quello del saccarosio anche se più elevato di quello del  fruttosio che è circa del 20%. Per questa sua caratteristica, dal punto di vista medico-sanitario il maltitolo, come altri dolcificanti calorici alternativi, è più adatto del saccarosio per i soggetti diabetici in quanto il suo metabolismo è insulino-indipendente ed ha un indice insulinemico di circa il 75%. Questo significa che il suo impiego ha un effetto inferiore, rispetto al saccarosio, sui livelli di insulina nel sangue.
Il maltitolo, come gli altri polialcoli, è poco assorbito a livello gastrico e quindi, un consumo elevato di questa sostanza può portare ad un'accelerazione del transito intestinale fino ad avere effetti lassativi. La tolleranza è individuale e dipende dalla frequenza con cui viene assunto e dalla dose ingerita. Di solito una dose compresa tra i 50 e i 70 g/die, diluita durante la giornata è ben tollerata dai soggetti adulti.
Sono stati effettuati studi di tossicità acuta e sub cronica, mutagenesi e studi di tolleranza con prodotti contenenti il 50-90 % di maltitolo. I dati metabolici indicano che il maltitolo è metabolizzato, lentamente ma completamente, a glucosio e saccarosio nel ratto e nell'uomo, soprattutto dalla maltasi presente nella microflora intestinale. I dati ottenuti nell'uomo indicano che l'assorbimento varia dal 5 all'80%, secondo i modelli utilizzati per lo studio, e che la quantità di maltitolo come tale presente nelle urine è inferiore allo 0.05% della dose somministrata.